# Waldheim

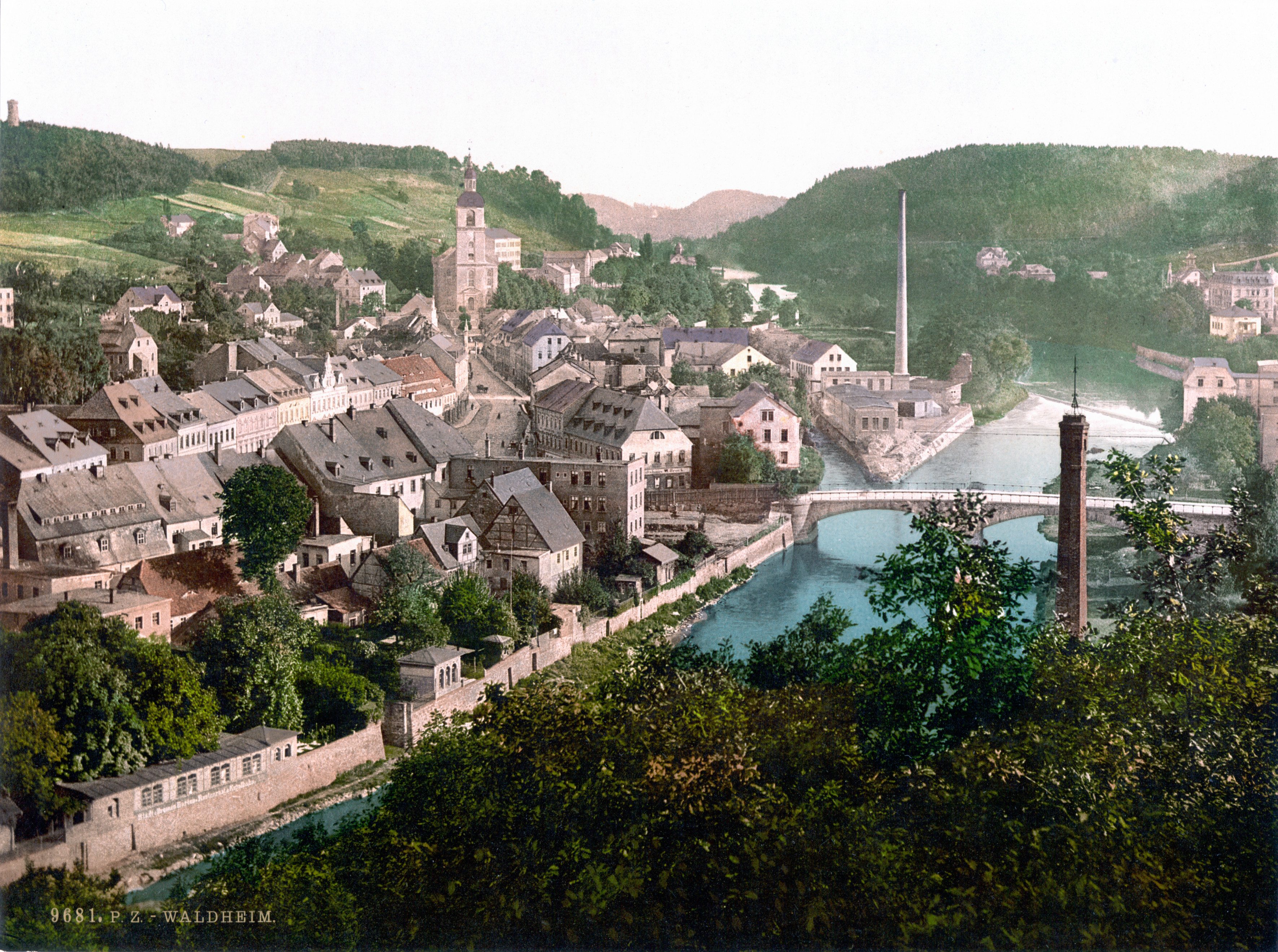
La ciudad en 1900.

Waldheim (pronunciación en alemán: /ˈvalthaɪ̯m/ⓘ) es una ciudad perteneciente al Distrito de Sajonia Central, de Sajonia (Alemania).
Se encuentra situada junto al río Zschopau, 9 kilómetros al suroeste de la ciudad de Döbeln, y 28 al norte de Chemnitz. Tiene una población en torno a los 9000 habitantes.
En 1198 el bosque que da nombre a la ciudad fue mencionado por primera vez. Ya en 1271 apareció la primera mención documental del castillo que estuvo de pie bajo dominio regional. 